# Blairsville (Geòrgia)
Blairsville és una població dels Estats Units a l'estat de Geòrgia. Segons el cens del 2000 tenia 659 habitants.

## Demografia
Segons el cens del 2000, Blairsville tenia 659 habitants, 226 habitatges, i 101 famílies. La densitat de població era de 240 habitants per km².
Dels 226 habitatges en un 23% hi vivien nens de menys de 18 anys, en un 27,4% hi vivien parelles casades, en un 15,5% dones solteres, i en un 54,9% no eren unitats familiars. En el 50,4% dels habitatges hi vivien persones soles el 22,1% de les quals corresponia a persones de 65 anys o més que vivien soles. El nombre mitjà de persones vivint en cada habitatge era d'1,95 i el nombre mitjà de persones que vivien en cada família era de 2,92.
Per edats la població es repartia de la següent manera: un 14,3% tenia menys de 18 anys, un 15,2% entre 18 i 24, un 39% entre 25 i 44, un 17,6% de 45 a 60 i un 14% 65 anys o més.
L'edat mediana era de 35 anys. Per cada 100 dones de 18 o més anys hi havia 167,8 homes.
La renda mediana per habitatge era de 14.120 $ i la renda mediana per família de 24.712 $. Els homes tenien una renda mediana de 21.953 $ mentre que les dones 28.125 $. La renda per capita de la població era de 13.865 $. Entorn del 16,8% de les famílies i el 26,3% de la població estaven per davall del llindar de pobresa.

## Poblacions més properes
El següent diagrama mostra les poblacions més properes.